# 拉滕多夫
拉滕多夫是德国石勒苏益格－荷尔斯泰因州的一个市镇。总面积17.94平方公里，总人口585人，其中男性294人，女性291人（2011年12月31日），人口密度33人/平方公里。